# PGL Šakiai
PGL Šakiai (с лит. — «Шакя́й») — поисково-спасательное судно и судно по ликвидации загрязнений ВМС Литвы. Префикс PGL расшифровывается как «поисково-спасательный корабль» (лит. Paieškos ir Gelbėjimo Laivas). Переоборудован из рыболовного траулера в поисково-спасательное судно.

## Строительство и характеристики
Заложен как рыболовный траулер СТР-8243 проекта 503 19 февраля 1987 года под строительным № 369 на Ярославском судостроительном заводе. Спущен на воду 24 июля 1987 года. Вступил в строй 6 октября 1987 года.
Предназначен для спасения и буксировки аварийных и терпящих бедствие кораблей и судов, тушения пожаров на судах и береговых объектах, откачки воды и подачи электропитания на аварийное судно, эвакуации экипажа и оказания первой медицинской помощи пострадавшим, ведения поисковых и обследовательских работ, сбора нефтепродуктов. Имеются спасательные шлюпки и плоты на 94 места.

## Служба

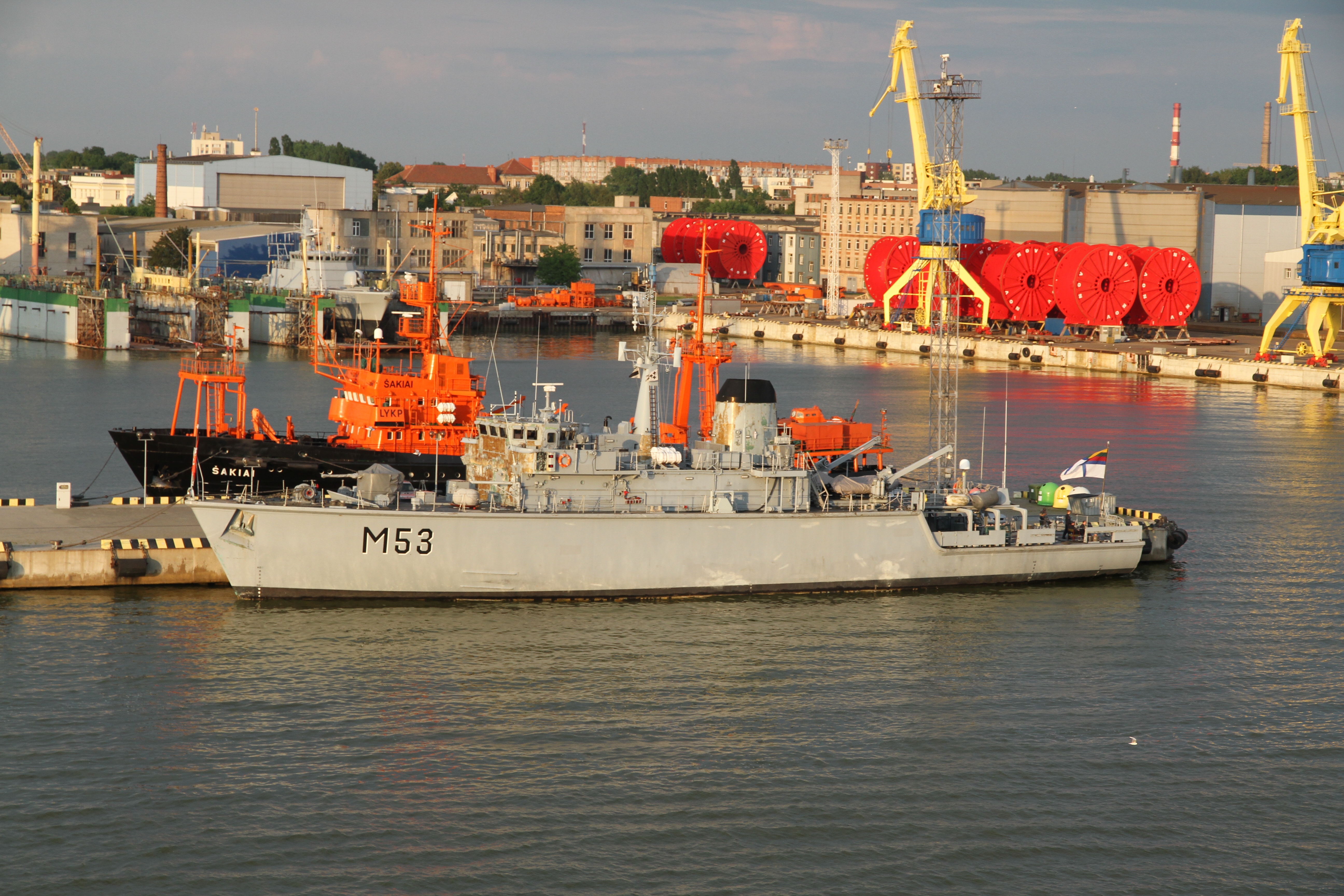
В порту Клайпеды рядом с тральщиком «Скалвис».

До ноября 1991 года рефрижераторный сейнер-траулер под названием «Ясенево» числился на Клайпедской базе океанического рыболовного флота (БОРФ). Позже принадлежал Дирекции Клайпедского государственного морского порта. 26 февраля 2009 года передан из Дирекции Звену портовых катеров ВМС Литвы.
В настоящее время входит в состав Дивизиона аварийно-спасательных судов, сформированного на базе звена портовых катеров, активно используется в деятельности ВМС Литвы. Задачами дивизиона являются поисково-спасательные работы и работы по ликвидации загрязнений на море, контроль акватории порта, противодиверсионная охрана причала военного порта, артиллерийское обеспечение боевых кораблей, буксировка кораблей и другие специальные задачи.
В 2002 году вместе с кораблём управления «Ветра», катером «Киху», буксирами «Стумбрас» и TAK-2 принял участие в национальных учениях.
В 2010 и 2015 годах принимал участие в международных учениях по ликвидации загрязнения морской среды BALEX DELTA.
В 2018 году наряду с другими кораблями ВМС Литвы (корабль управления и поддержки «Йотвингис», тральщик «Судувис», патрульные катера «Жямайтис», «Дзукас» и «Селис» и два портовых катера), а также тральщиками из Эстонии и Латвии («Уганди» и «Таливалдис» соответственно) принял участие в международных военно-морских учениях «Балтийская крепость».
В ВМС Литвы единственный ожидаемый тендер был на новый поисково-спасательный корабль взамен PGL Šakiai. Однако в настоящее время он приостановлен.